# 四郎原站
四郎原站（日语：／ Shirōgahara eki */?）是位於山口縣美禰市東厚保町川東字大向，西日本旅客鐵道（JR西日本）的美禰線車站。

## 歷史
- 1905年（明治38年）9月13日 - 山陽鐵道厚狹站至伊佐站（現時：南大嶺站） - 大嶺站之間開通，此站啟用[1]。
  - 當時車站地址為山口縣美禰郡東厚保村（日语：東厚保村）厚保川東字大向。
- 1906年（明治39年）12月1日 - 山陽鐵道被國有化（日语：鉄道国有法），成為官設鐵道車站[1]。
- 1909年（明治42年）10月12日 - 制定路線名稱[1]。成為大嶺線車站[1]。
- 1924年（大正13年）3月23日 - 路線名稱變更[1]，成為美禰線（在1963年，日文寫法變為[2]）車站[1]。
- 1954年（昭和29年）3月31日 - 隨著美禰市（第一次）成立，車站地址改為山口縣美禰市東厚保町厚保川東字大向。
- 1956年（昭和31年） - 隨著町名改變，車站地址改為山口縣美禰市東厚保町川東字大向。
- 1985年（昭和60年）2月1日 - 成為無人車站。
- 1987年（昭和62年）4月1日 - 伴隨國鐵分割民營化，車站由西日本旅客鐵道（JR西日本）營運[2]。
- 2008年（平成20年）3月21日 - 隨著美禰市（第二次）成立，車站地址變成現時的地址。
- 2010年（平成22年）7月15日 - 因大雨使厚狹川泛濫，橋樑被沖毀，全線不能通行，此站暫停營業。
- 2011年（平成23年）9月26日 - 全線重開，此站重開。

## 構造
車站是一座地面車站，設有2面2線的相對式月台。此站是由長門鐵道部管理的無人車站。此站的轉轍器變成單向式，場內、出發信號機只有一個方向，不是一線通過結構。
下行月台上設有候車室（前車站大樓），上行月台設有跨線橋。曾經此站設有貨物列車進行列車交會，因此此站月台較長。

### 月台
| 月台         | 路線    | 上下行 | 方向             |
| ------------ | ------- | ------ | ---------------- |
| 車站大樓一方 | ■美禰線 | 下行   | 美禰、長門市方向 |
| 車站大樓對面 | ■美禰線 | 上行   | 厚狹方向         |

※在車站資訊上沒有編排月台編號。

## 利用狀況
以下為近年的乘車人次列表。
| 年度 | 1日平均 乘車人次 |
| ---- | ---------------- |
| 1999 | 32               |
| 2000 | 31               |
| 2001 | 26               |
| 2002 | 21               |
| 2003 | 17               |
| 2004 | 14               |
| 2005 | 12               |
| 2006 | 11               |
| 2007 | 14               |
| 2008 | 12               |
| 2009 | 14               |
| 2010 | 11               |
| 2011 | 11               |
| 2012 | 14               |
| 2013 | 13               |
| 2014 | 8                |
| 2015 | 9                |
| 2016 | 8                |
| 2017 | 9                |
| 2018 | 7                |
| 2019 | 6                |

## 周邊
車站位於美禰市南部。周邊都是小村落。
- 美禰市立川東小學
- 山口縣道33號下關美禰線（日语：山口県道33号下関美祢線）
- 厚狹川（日语：厚狭川）

## 巴士路線
- 山電交通（日语：サンデン交通）美禰線　川東巴士站、江之河原巴士站、四郎原巴士站

上述3個巴士站都是在山口縣道33號上，均與此站相近距離。另外，前往巴士站需要越過厚狹川。

## 相鄰車站
西日本旅客鐵道（JR西日本）
■美禰線
厚保－四郎原－南大嶺

## 注腳
1. 1 2 3 4 5 6 7  歴史でめぐる鉄道全路線 国鉄・JR 7号、20頁
2. 1 2  歴史でめぐる鉄道全路線 国鉄・JR 7号、21頁
3. ↑  山口県統計年鑑 （页面存档备份，存于）（日語） - 山口縣

## 外部連結
- 四郎原｜車站資訊：JR出門網 - 西日本旅客鐵道（日語）